# 2019冠狀病毒病南非疫情
2019冠狀病毒病南非疫情，介紹在2019冠狀病毒病疫情中，在南非發生的情況。疫情對南非的實質影響始於2020年3月，並持續至2021年。

## 時間線
3月1日，一名最近到訪意大利的38歲男子聯同其妻子與另外八人一起，由意大利米蘭途經迪拜、肯普頓公園的奧利弗·坦博國際機場，以及德班的沙卡國王國際機場返回希爾頓。
3月3日，患者向一家私人診所內的普通科醫生講述了自己的症狀，之後他進行自我隔離，而相關醫生亦進行自我隔離。
3月5日，衛生部長茲維里·麥凱赫茲宣布，該男子證實確診2019冠狀病毒病，是南非首宗個案。作為回應，南非國家傳染病研究所隨即派出流行病學家及臨床醫生前往夸祖魯-納塔爾省。同日，病人送往彼得馬里茨堡的格雷醫院接受觀察與治療。
3月7日，麥凱赫茲宣布南非出現第二宗個案，一名來自意大利十人旅行群組、居住在豪登省的39歲女子對冠狀病毒的檢測結果呈陽性。
3月8日，麥凱赫茲證實，首名患者的妻子對冠狀病毒檢測結果呈陽性，是南非第三宗個案。
3月9日，意大利十人旅行群組再多四人感染冠狀病毒，令南非確診個案急增至七宗。
3月11日，南非新增六宗新個案，其中一宗來自意大利十人旅行群組，而另外五名患者曾經到歐洲不同國家旅遊。西開普省出現首宗個案，累計感染人數升至13人。
3月12日，南非再新增三宗新個案，普馬蘭加省宣布出現首宗個案。自由邦省亦出現首宗個案兼本地傳播個案，但同日稍後時間，國家傳染病研究所確認該患者的檢測結果呈陰性。累計感染人數升至16人。
3月13日，麥凱赫茲宣布南非新增八宗新個案，並指“陸續還會有更多呈陽性的結果出來，國家傳染病研究所及國家衛生實驗室服務目前正在核實這些信息與結果”。
3月14日，南非增加14宗確診個案，使個案總數增至38宗。
3月15日，南非再增加13宗確診個案，總統西里爾·拉馬福薩宣布出現首宗本地傳播個案，但此說法尚未得到政府實驗室的證實。累計個案總數增至51宗。
3月16日，南非新增11宗新個案，林波波省宣布出現首宗確診個案。累計個案總數增至62宗。
3月17日，南非新增23宗新個案，而政府實驗室也確認出現本地傳播個案，當中四宗在豪登省、三宗在夸祖魯-納塔爾省、一宗在西開普省。累計感染人數升至85人。
3月18日，南非再新增31宗新個案，政府實驗室確認普馬蘭加省出現首宗本地傳播個案。累計感染人數升至116人。
3月19日，南非再多34人感染冠狀病毒，累計確診個案攀升至150宗。同日稍後時間，麥凱赫茲認為，南非三分之二的人口將可能感染冠狀病毒。這預測與歐洲國家對感染人口的估算一致。
3月20日，南非再增52宗新個案，累計確診個案急升至202宗。自由邦省新增七宗冠狀病毒感染個案，是南非第六個出現確診個案的省份。
3月21日，南非確診個案數達到240宗，東開普省出現首宗個案，是南非第七個出現確診個案的省份。
3月22日，南非確診冠狀病毒病的個案總數增至274宗，東開普省出現第二宗個案。
3月23日，南非個案數量躍升至402宗。北開普省及西北省公布首宗個案，意味著所有省份均出現冠狀病毒確診個案。
3月30日，西開普省共有310人確診感染冠狀病毒，其中256人位於開普敦。
截至4月初，政府已建立了67個移動檢測單位，有47,000人接受了冠狀病毒檢測，當中部分人使用得來速服務。
4月1日，西開普大學的國家傳染病研究所與南非國家生物信息學研究所的研究人員公布了一名冠狀病毒病患者的病毒基因序列。
4月8日，德班新增超過60宗確診個案以及4宗死亡個案，該市的聖奧古斯丁醫院須於次日起暫時關閉。全國共有1,845人對病毒檢測呈陽性、18人死亡。
4月9日，政府表示，包括總統、副總統、部長及副部長等的內閣成員將會把三分之一工資捐給抗疫團結基金，為期三個月。
4月10日，過去兩週的每日新增個案有所放緩，衛生專家對此感到高興，但擔心可能令民眾因此而輕視疫情。
5月13日，南非確診感染冠狀病毒數達11,350人、206人死亡。
12月，南非研究人員報告該國的病毒出現變異。該變異病毒與英國變異病毒有所不同。
2021年，南非出現变种病毒株（B.1.351）和C.1.2新毒株。

## 準備工作與回應
1月30日，世界衛生組織宣布2019冠狀病毒病（COVID-19）為國際關注的突發公共衛生事件。隨後，南非政府啟動了緊急行動中心，準備應對疫情。

### 檢測

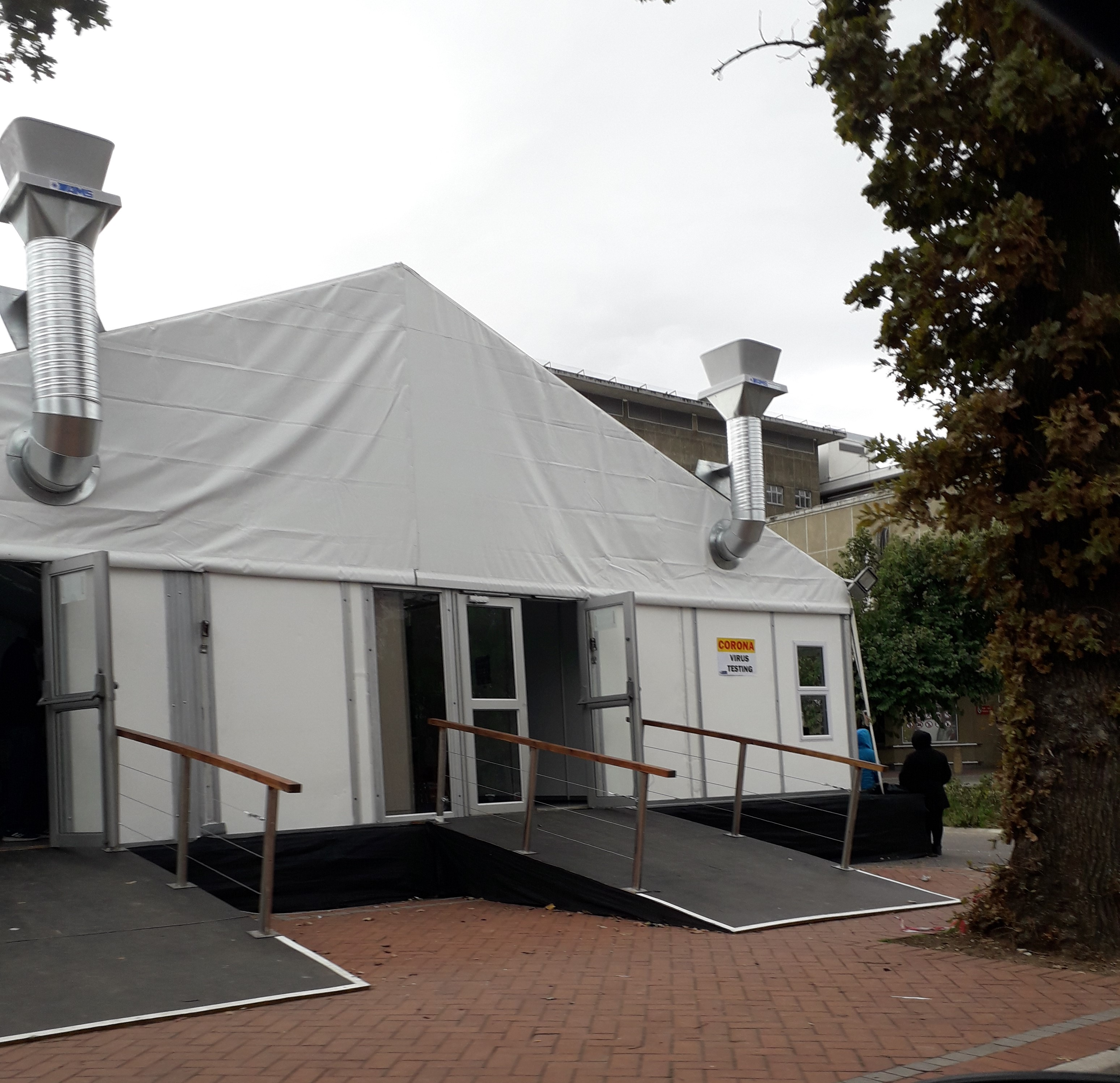
帕阿爾省立醫院的冠狀病毒病檢測帳篷。

截至2月7日，南非國家傳染病研究所已進行了42次檢測，所有結果均呈陰性。
截至2月14日，國家傳染病研究所已在南非完成了71次嚴重急性呼吸系統綜合症冠狀病毒2型（SARS-CoV-2）聚合酶鏈式反應檢測，其中零人檢測呈陽性。截至3月4日，共完成181次檢測，其中零人呈陽性反應。截至3月11日，已進行了645次檢測，當中13人呈陽性。
3月14日，國家傳染病研究所稱，只要“醫生採用個案定義，就不需要與國家傳染病研究所聯繫來取得（檢測）批准”。
截至3月15日，共進行了1,476次檢測，其中51人呈陽性。

### 災難狀態

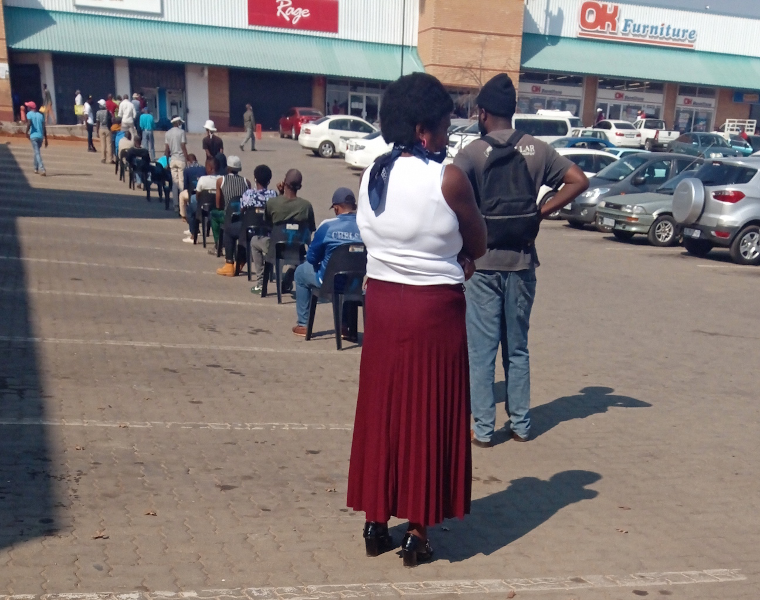
在南非，消費者正保持社交距離。

到了3月中旬，隔離措施進一步加強。3月15日，總統拉馬福薩宣布全國進入災難狀態，並禁止100人以上的集會。3月18日，合作治理與傳統事務部長恩科薩扎娜·德拉米尼-祖馬簽署政府公報，將酒吧、俱樂部及餐館的顧客人數限制在50人以內。
由3月18日起，國會將暫停所有會議。執政黨非洲人國民大會以及官方反對黨民主聯盟均推遲選舉會議。調解與仲裁委員會從3月18日起取消所有原本排定的案件，也不會受理未經預約而轉交的新案件，僅接受通過電子方式轉介的案件。
所有在3月18日開始停課的學校將暫定於5月恢復上課，當中6月的假期會縮短一星期，而9月的假期則縮短三日。
多間大學亦宣布停止所有面授課程。比勒陀利亞大學、開普敦大學、斯泰倫博斯大學、羅德斯大學、夸祖魯-納塔爾大學以及德班理工大學分別宣布取消或推遲畢業典禮，直至另行通知。
在恐慌性搶購之後，部分零售商限制顧客購買某些貨品不得超過指定數量。3月19日，貿易與工業部長埃布拉欣姆·帕特爾簽署政府公報，對基本物品實行價格管制，哄抬物價者將被處以1,000萬蘭特罰款、相當於公司營業額10%的罰款或監禁12個月等刑罰措施。

### 全國封鎖
3月23日，總統拉馬福薩向全國發表講話，宣布將從3月27日午夜至4月16日間實行為期21日的全國封鎖，並同時動員南非國防軍來支援政府的行動。4月9日，總統拉馬福薩宣布延長全國封鎖期限兩週至4月底。對有效應對疫情來說必須的人士可以免受封鎖令影響，當中包括：
- 醫護人員、藥房員工、實驗室職員、緊急服務人員[78][79]；
- 安全部門（如警官、軍事人員及私人保安）[78][79][80]；
- 對維持經濟基本運作來說必須的機構（如超級市場、運輸與後勤服務、加油站、銀行、基本金融及支付服務）[78][79]；以及
- 某些無法在經濟上關閉的行業（如礦山及鋼鐵廠）[80]。

在全國封鎖期間，餐館、酒館、賣酒商店及所有其他出售非必需品的商店都將會關閉。學校在封鎖前一週已關閉，全國封鎖後將重新開放。在此期間，非豁免人士除了接受醫療服務、領取社會補助金、參加不超過50人的小型葬禮，以及購買食物等必需品外，一律禁止出門。南非政府已經下令，封鎖期間不得攜帶狗隻外出散步，但狗主仍可以在自己的房子或公寓裡遛狗。
執法人員在全國封鎖期間不得將任何人驅逐出其居住地。

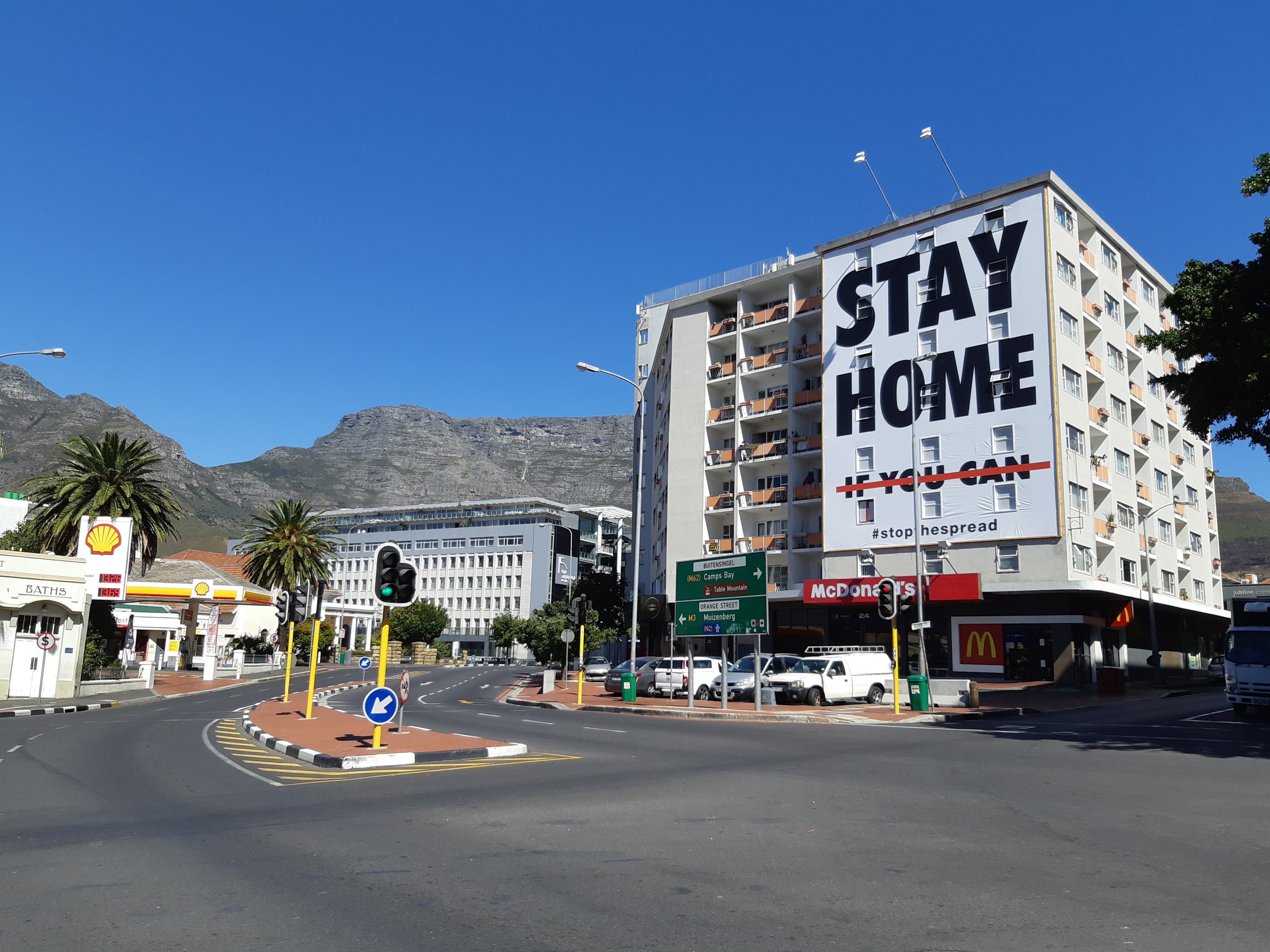
開普敦長街 (開普敦)盡頭的一幅宣傳橫額呼籲人們在全國封鎖期間留在家中。

省與省之間以及大都會與地區間的人員流動被限制，但下列情況除外，包括：
- 必須跨省上班的工人；
- 從入境口岸運送經消毒的貨物；
- 運送遺體；以及
- 參加葬禮（有人數限制）[84]。

在封鎖期間，除了用於運送燃料及貨物的指定入境口岸外，全國所有邊境口岸均會關閉。
國際與國內客運航班停飛，但運輸部批准的航班、撤離在國外的南非國民以及遣返航班則不受此限。

#### 死亡人數減少
2020年4月9日至4月13日的復活節期間，南非有28人死於全國封鎖期間的交通事故，至於2019年復活節則有162人死亡。在全國封鎖期間，南非共錄得432宗謀殺案，至於2019年同期（2019年3月29日至4月22日）則錄得1,542宗。醫學研究委員會稱，截至4月21日為止，死亡人數“基本在預期範圍之內”。不過，由3月17日到4月21日的五星期內，包括謀殺及道路交通事故在內的非自然死亡人數均較封鎖前為低。

#### 等級
4月23日，總統拉馬福薩宣布將由5月1日起放寬封鎖限制，從最高的第五級下調至第四級。5月24日，總統拉馬福薩宣布将在6月从4级降低为3级。
| 5 |   |   |   |   | 為了挽救生命，必須採取嚴厲措施遏制病毒的傳播。 |
| 5 | 4 |   |   |   | 實施禁酒令：禁止銷售、配製、分銷及運輸酒類，但生產洗手液、消毒劑、肥皂、工業用酒精、家庭清潔用品及出口用酒的工業所需的酒精除外。沒有特殊或活動酒牌可以考慮批准。 |
| 5 | 4 |   |   |   | 實施禁煙令：禁止銷售煙草製品、電子煙及相關產品。 |
|   | 4 |   |   |   | 晚上8時至清晨5時間實施宵禁，除非獲准從事必要或許可的服務，或者正在處理安全或醫療緊急情況。 |
|   | 4 |   |   |   | 禁止驅逐居民：驅逐令暫緩執行，直到下調至更低級別為止，除非被法院駁回。 |
|   | 4 |   |   |   | 人口流動：人們可以離開居住地去做下列的事項 - 提供基本或獲允許提供的服務； - 如果持許可證能夠前往工作； - 購買獲允許銷售的貨物； - 使用獲許可提供的服務； - 在許可範圍內攜帶孩子移動；以及 - 早上6時至早上9時間於居住地點5公里範圍內步行、跑步或騎單車。 |
|   | 4 |   |   |   | 公共交通：交通部長可宣布恢復鐵路、公車、計程車、電子叫車服務及私人車輛，但車內須具備良好衛生環境以阻止冠狀病毒繼續擴散。 |
|   | 4 |   |   |   | 禁止在各省、大都會自治市與區自治市之間流動，但持許可證或從事基本服務的工人、參加葬禮、運送遺體，以及獲許可學校或高等教育機構的學生除外。5月1日至5月7日期間，人們可以一次性返回居住地，直到下調至更低級別為止。 |
|   | 4 |   |   |   | 關閉邊境，用於運送燃料及貨物的指定入境口岸除外。 |
|   | 4 |   |   |   | 集會被禁止，除非： - 葬禮（限於50人，亦禁止於葬禮上舉行守夜活動；只允許持許可證的親屬及伴侶在各省、大都會自治市與區自治市之間流動）； - 身處工作地點內工作；或者 - 購買或獲得必需的商品及服務。 |
|   | 4 |   |   |   | 下列地方將不對公眾開放： - 舉行宗教、文化、體育、娛樂、休閒、展覽、機構或類似場所； - 公園、運動場與田野、泳灘及游泳池； - 跳蚤市場； - 市場及集市； - 夜總會； - 賭場； - 酒店、旅館、住宿加早餐旅館、Airbnb民宿、分時度假設施與度假村及招待所，但酒店、旅館及招待所剩餘的遊客有需要除外； - 野生動物保護區，但剩餘的遊客有需要除外； - 度假勝地，但剩餘的遊客有需要除外； - 酒館、宿舍或類似場所； - 劇院、電影院； - 博物館；以及 - 冠狀病毒會對公眾構成威脅的地方。 提供安全及維護服務的地方不受影響。 |
|   | 4 |   |   |   | 在公共場所必須佩戴口罩。 |
|   | 4 |   |   |   | 允許售賣或供應食品、清潔用品、個人護理用品、育嬰用品、文具、冬季服裝、床上用品、取暖用品、醫療用品、燃料、煤炭、木材、煤氣、煙草、家庭緊急維修用五金工具、由合資格商人提供的基本服務、車輛零件、化學品，以及包裝服務。 |
|   | 4 |   |   |   | 進出公共場所及工作地點須接受體溫檢測。 |
|   |   | 3 |   |   | 放寬對工作與社交活動的限制。 |
|   |   |   | 2 |   | 進一步放寬限制，保持社交距離。 |
|   |   |   |   | 1 | 大多數正常活動在有預防措施的情況下恢復。 |

#### 執法行動
4月5日，警察部長布赫基·塞萊稱，由於增設路障以及治安狀況有明顯改善，現金在途盜竊案數量有所減少。此外，謀殺率也有下降趨勢。全國封鎖第七日時，已有2,289人因違反封鎖令被捕，合計超過17,000人涉嫌干犯不同罪行。
4月8日，通訊與數碼技術部長斯特拉·恩達貝尼-亞伯拉罕於非國大全國執委會成員姆杜杜茲·馬納納家中吃午飯的相片在社交媒體上流傳。之後，恩達貝尼-亞伯拉罕因違反《防範禁閉條例》被總統拉馬福薩勒令須“特別休假”兩個月，當中一個月為無薪假期。
封鎖在全國範圍內實施，並取得了不同程度的成功。但截至2010年4月初，東開普省的部分農村地區依然沒有執行封鎖令。
多份報告指出，警察與軍隊人員在執行封鎖令時曾過度使用武力。其中，有警察毆打及阻止人們拍攝虐待行為，公眾利益團體Right2Know發表聲明，稱“警察無權阻止人民行使《憲法》賦予其拍攝與記錄事件的權利”。
截至全國封鎖第五日，南非已有三人死於執行封鎖令的執法人員所使用的過度武力，這數字相當於該日全國死於冠狀病毒病的總人數。到了全國封鎖第八日（4月3日），獨立警察調查局的報告指，他們正調查封鎖開始以來涉及警察的八宗死亡事件，這數字在當時超越了南非死於冠狀病毒病的總人數。總統拉馬福薩公開呼籲警方保持克制，但執法過當的問題依然存在。
南非國家編輯論壇發表了一份聲明，對警方阻礙媒體報導2019冠狀病毒病相關新聞的行為表示關注。4月27日，聯合國人權事務高級專員辦事處對包括南非在內的一些國家以“高壓及高度軍事化的方式”去執行封鎖措施表示關切。截至4月30日，政府證實於封鎖後的首三星期內，共有五人被警察殺害，另外還有152宗有關警察襲擊民眾的事件。

### 撤僑
3月14日，112名南非人從中華人民共和國武漢市返回南非，並在波羅克瓦尼附近的牧場度假村接受觀察及檢疫。
所有人在出發前均須接受體檢，當中四名有冠狀病毒症狀的南非人被拒登機，以減低傳播風險。只有檢測呈陰性的人士才能返回南非。
檢測結果證實，包括參與撤僑行動的機組人員、機師、旅館工作人員、警察及軍人在內的所有南非人都呈陰性。不過，作為預防措施，他們在牧場度假村的14日期間仍需要處於隔離狀態及接受醫學觀察。

## 影響

### 醫療衛生
任何有症狀的人前往省立醫院，均可接受2019冠狀病毒病檢測，費用全免。
缺乏衛生設施的擁擠城鎮更容易受到這種流行病的影響。有皮卡車在亞歷山德拉免費提供消毒搓手液給民眾使用。

### 經濟影響

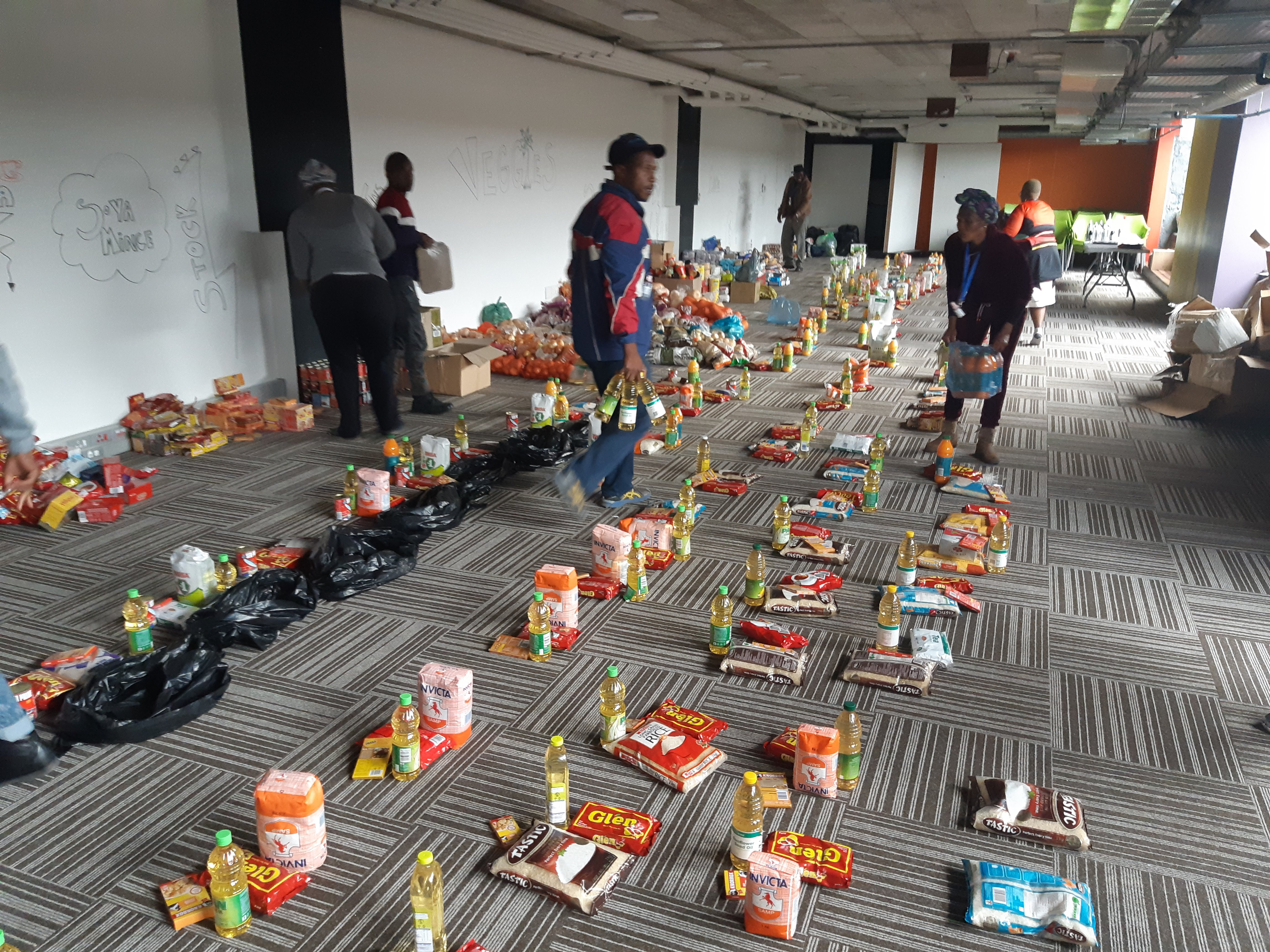
在開普敦的菲利皮 (開普敦)，志願者正在將食品包裝好，準備在全國封鎖期間分發給有需要的人士。這次封鎖對南非經濟產生了嚴重的負面影響，其中對窮人與失業者的打擊尤為嚴重。

在3月27日全國封鎖開始之際，南非經濟學家預測，這種流行病可能令2020年南非GDP總量減少2.5%至10%。全國封鎖以及隨之而來的經濟放緩使電力需求減少了7,500兆瓦以上，而長期持續的南非能源危機問題也因此得以暫時舒緩。
截至3月13日的一星期，約翰內斯堡證券交易所市值下降了15%，創下自1998年以來最大的單週跌幅。
3月19日，隨著冠狀病毒在全球爆發，對經濟的影響不斷加深，南非儲備銀行行長萊西塔·丹雅格宣布將回購利率下調100個基點（1%）至5.25%。4月14日，回購利率進一步降至4.25%。
3月22日，標準銀行宣布從4月1日起，為中小型企業與學生提供90日的還款假期，讓他們免受疫情所帶來的經濟影響。

### 社會影響

#### 活動延期或取消
- 超級橄欖球錦標賽（英语：2020 Super Rugby season）所有賽事暫停[128]。
- 2019年–2020年Pro14（英语：2019–20 Pro14）賽季暫停[129]。
- 大學橄欖球賽（英语：Varsity Rugby）暫停[130]。
- 雙洋馬拉松（英语：Two Oceans Marathon）取消[131][132]。
- 南非山地車馬拉松（英语：Cape Epic）取消[133]。
- 非洲火人節（英语：AfrikaBurn）取消[134]。
- 開普敦國際爵士音樂節（英语：Cape Town International Jazz Festival）延期舉行[135]。
- 小卡魯國家藝術節（英语：Klein Karoo Nasionale Kunstefees）取消[136]。
- 萊克蘭嘉年華（英语：Lekkerland Carnival）延期舉行[137]。

#### 搶劫
在開普敦郊區的埃爾西斯河、南代夫特、薩莫拉馬謝爾、馬內恩貝格、舍伍德公園、尼揚加廣場以及蓋茨維爾，一些酒鋪與食品店成為搶劫者的目標。

### 知名逝世者
- 3月31日——吉塔·拉姆傑（英语：Gita Ramjee），科學家及研究員，從事研究愛滋病預防的工作[141]。
- 5月12日——克拉倫斯·米尼，醫療計劃委員會主席、民族之矛成員、愛滋病防治活動家[142][143]。
- 5月13日——朗蓋爾·湯姆，eNCA電視台攝影師[144][145]。

## 統計

### 全國

累积检测次数及阳性数与总检测数的比率变化(3月25日数据缺失)
南非COVID-19每日病例数和检测数

### 地區

南非各省的確診個案數字（總確診數、人均確診數）

Template:2019冠狀病毒病病例數/南非

#### 豪登省

左表為豪登省各自治市的確診數字、右表為約翰內斯堡各區的確診數字。

|  | 1,000宗或以上確診個案 100－999宗確診個案 10－99宗確診個案 1－9宗確診個案 |

#### 西北省
|  | 10宗或以上確診個案 1－9宗確診個案 |

#### 西開普省
|  | 10,000宗或以上確診個案 1,000－9,999宗確診個案 100－999宗確診個案 10－99宗確診個案 1－9宗確診個案 |  | 1,000宗或以上治癒個案 100－999宗治癒個案 10－99宗治癒個案 1－9宗治癒個案 |

## 外部連結
- Government COVID-19 website（页面存档备份，存于）
- Dashboard – Data Science for Social Impact Research Group, University of Pretoria（页面存档备份，存于）
- COVID-19 statistics for SA – UCT（页面存档备份，存于）
- COVID-19 regulations and guidelines（页面存档备份，存于）
- National Institute for Communicable Diseases (NICD)（页面存档备份，存于）
- Government officials' speeches（页面存档备份，存于）
- World Health Organization (WHO) COVID-19 pandemic information（页面存档备份，存于）